# Lago Forked
Il lago Forked è un lago negli Stati Uniti d'America, situato nello Stato di New York, nel Adirondack Park, 11 kilometri a sud-ovest del villaggio di Long Lake. La profondità massima è 22,5 m.
Il lago è sottile, disposto come una "T" invertita, lungo 8 kilometri nel suo braccio principale, nell'asse est-ovest, largo solo 0,32 km, con il braccio orientato a nord lungo 3,8 km. Tra le specie ittiche più presenti troviamo il Salmerino di fontana, il Persico trota, il Micropterus dolomieu, il pesce gatto, la perca, i centrarchidi e la trota.
La fauna è caratterizzata anche da Gaviiformi, lontre, castori, gufi, cervi, anatre e orsi.